# Copa dels Pirineus
La Copa dels Pirineus, també coneguda com a Challenge dels Pirineus o Challenge Internacional del Sud de França, fou una competició de futbol per iniciativa del mecenes occità Monsieur Labat celebrada entre 1910 i 1914 amb la participació de clubs dels territoris al voltant dels Pirineus (Catalunya, País Basc, Llenguadoc, Migdia-Pirineus i Aquitània).
Es tracta d'una de les primeres competicions internacionals futbolístiques a Europa. Fou iniciativa del mecenes occità Monsieur Labat, des del Comitè dels Pirineus de la USFSA (Union des sociétés françaises de sports athlétiques).
La fase final es disputà cada any en una seu diferent. La competició deixà de disputar-se a causa de l'inici de la Primera Guerra Mundial el 1914.

## Història
| Any          | Seu       | Campió                  | Subcampió                       | Resultat |
| ------------ | --------- | ----------------------- | ------------------------------- | -------- |
| 1910 detalls | Seta      | FC Barcelona            | Reial Societat                  | 2-1      |
| 1911 detalls | Tolosa    | FC Barcelona            | Gars Bordeaux FC                | 4-0      |
| 1912 detalls | Tolosa    | FC Barcelona            | Stade Bordelais Université Club | 5-3      |
| 1913 detalls | Barcelona | FC Barcelona            | Comète Simot de Bordeus         | 7-3      |
| 1914 detalls | Tolosa    | FC Espanya de Barcelona | Comète Simot de Bordeus         | 3-1      |

## Títols per club
| Club                            | Campionats | Subcampionats |
| ------------------------------- | ---------- | ------------- |
| FC Barcelona                    | 4          | 0             |
| FC Espanya de Barcelona         | 1          | 0             |
| Comète Simot de Bordeus         | 0          | 2             |
| Gars Bordeaux FC                | 0          | 1             |
| Reial Societat                  | 0          | 1             |
| Stade Bordelais Université Club | 0          | 1             |

## Títols per regió
| Club      | Campionats | Subcampionats |
| --------- | ---------- | ------------- |
| Catalunya | 5          | 0             |
| Aquitània | 0          | 4             |
| País Basc | 0          | 1             |

## Alineacions vencedores
Aquests són els jugadors que van guanyar la Copa dels Pirineus, en cadascuna de les edicions del campionat:
| Any  | Equip campió            | Alineació a la final |
| ---- | ----------------------- | --- |
| 1910 | FC Barcelona            | Solà; Bru, Amechazurra; E. Peris, Aguirreche, Grau; Forns, Graell, Carles Comamala, Pepe Rodríguez i Charles Wallace     |
| 1911 | FC Barcelona            | Renyé; Bru, Amechazurra; Quirante, E. Peris, Grau; Forns, Percival Wallace, Carles Comamala, Charles Wallace i Espelta   |
| 1912 | FC Barcelona            | L. Peris; Irízar, Amechazurra; Berdié, Alfred Massana, Wilson; Francesc Armet, Pepe Rodríguez, Steel, Morales i E. Peris |
| 1913 | FC Barcelona            | Renyé; Berrondo, Amechazurra; Rositzky, Alfred Massana, Greenwell; Forns, Allack, Berdié, Alcàntara i E. Peris           |
| 1914 | FC Espanya de Barcelona | Puig; Ribera, Mariné; Prats, Casellas, Salvó I; Villena, Baró, Bellavista, Passani i Salvó II                            |